# Raymond Kalla
Raymond Koned Kalla Nkongo (Douala, Camerún, 22 de abril de 1975) es un exfutbolista camerunés. Se desempeñó como defensa central y militó en diversos clubes de Camerún, España, Alemania, Grecia y Turquía.

## Clubes
| Club           | País     | Año         | Partidos | Goles |
| -------------- | -------- | ----------- | -------- | ----- |
| Canon Yaoundé  | Camerún  | 1993 - 1995 | ?        | ?     |
| Panachaiki GE  | Grecia   | 1995 - 1998 | 71       | 3     |
| CF Extremadura | España   | 1998 - 2002 | 121      | 1     |
| Bochum         | Alemania | 2002 - 2005 | 77       | 6     |
| Sivasspor      | Turquía  | 2005 - 2006 | 26       | 0     |
| Union Douala   | Camerún  | 2006 - 2008 | ?        | ?     |

## Selección nacional
Ha sido internacional con la selección de fútbol de Camerún; donde ha jugado 63 partidos internacionales y ha 2 anotado goles por dicho seleccionado. Incluso participó con su selección, en 3 Copas Mundiales. La primera edición en que estuvo presente, fue la de Estados Unidos 1994, luego en Francia 1998 y después en Corea del Sur-Japón 2002, donde su selección quedó eliminado, en la primera fase de ambos torneos.